# Origgio
Origgio is een gemeente in de Italiaanse provincie Varese (regio Lombardije) en telt 6777 inwoners (31-12-2004). De oppervlakte bedraagt 8,1 km², de bevolkingsdichtheid is 797 inwoners per km².
De volgende frazioni maken deel uit van de gemeente: Cascina Muschiona, Cascina Broggio.

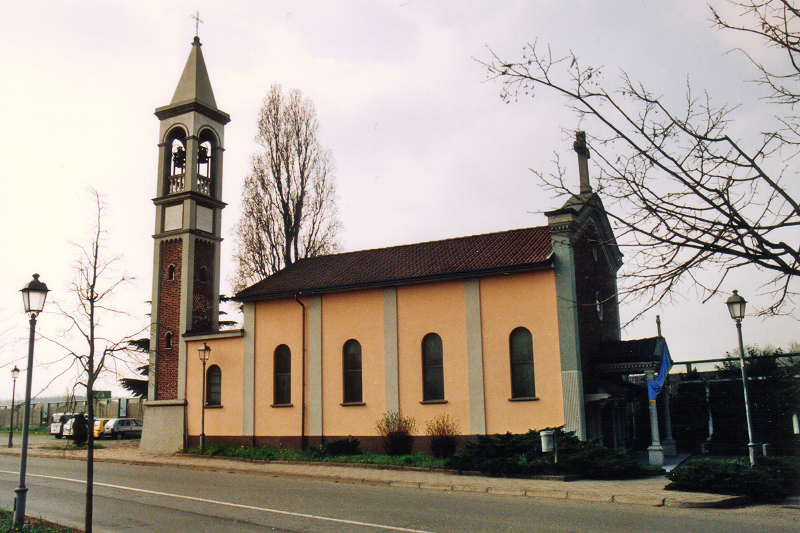
Madonna del Bosco
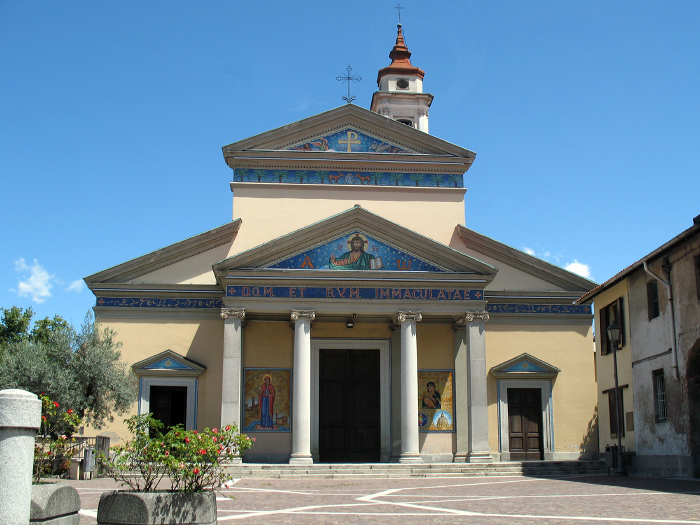
Beate Vergine Immacolata
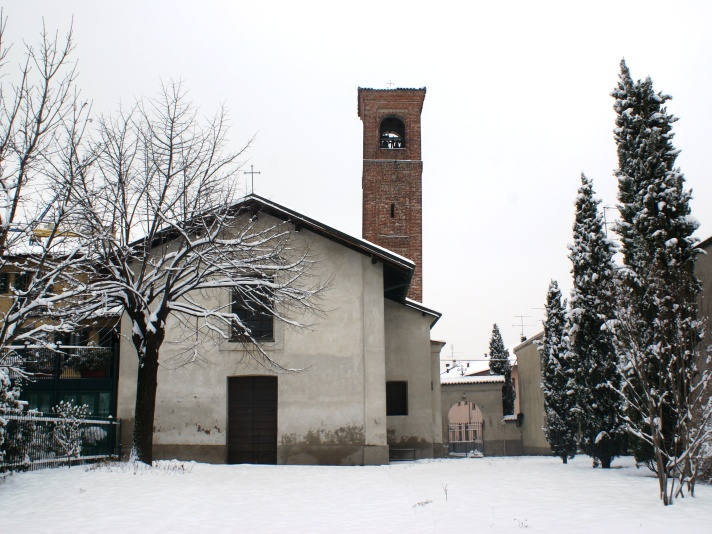
San Giorgio
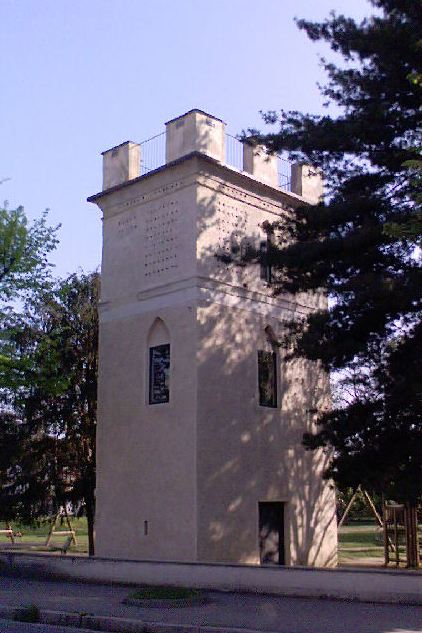
Torre Schiapparelli
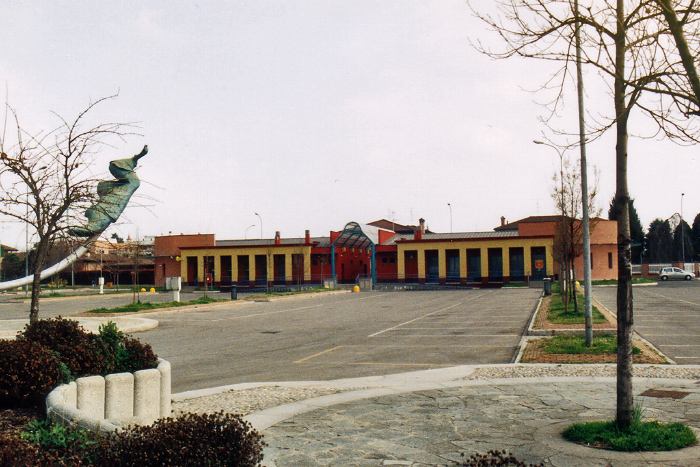
Piazza Mercato

## Demografie
Origgio telt ongeveer 2737 huishoudens. Het aantal inwoners steeg in de periode 1991-2001 met 8,4% volgens cijfers uit de tienjaarlijkse volkstellingen van ISTAT.
| Jaar | Inwoneraantal |
| ---- | ------------- |
| 1991 | 5882          |
| 2001 | 6379          |

## Geografie
De gemeente ligt op ongeveer 191 m boven zeeniveau.
Origgio grenst aan de volgende gemeenten: Caronno Pertusella, Cerro Maggiore (MI), Lainate (MI), Nerviano (MI), Saronno, Uboldo.

## Geboren
- Carlo Airoldi (1869-1929), atleet